# 3621 Curtis
3621 Curtis је астероид главног астероидног појаса са средњом удаљеношћу од Сунца која износи 3,099 астрономских јединица (АЈ).
Апсолутна магнитуда астероида је 12,2.